# Legiones
Legiones es una película de terror sobrenatural argentina de 2022 dirigida por Fabián Forte. Narra la historia de un brujo que debe proteger a su hija de un poderoso demonio que la amenaza. Está protagonizada por Germán de Silva, Lorena Vega, Ezequiel Rodríguez y Moro Anghileri. La película tuvo su estreno mundial el 5 de enero de 2022 durante una proyección en la Casa de Cultura Mario Quintana en Porto Alegre (Brasil), mientras que su lanzamiento limitado en las salas de cines de Argentina fue el 1 de diciembre de 2022.

## Sinopsis
Sigue la historia de Antonio, un chamán que forma parte de una poderosa legión de hechiceros y que vivió una experiencia muy oscura con su esposa al momento del nacimiento de su hija Elena. Luego de varios años, su relación se complicó y se alejaron, lo cual llevó a que Antonio se interne en un manicomio. Allí, tiene una visión sobre un demonio que quiere atacar a su hija, por lo cual, decide escapar de la institución con ayuda de sus compañeros para enfrentar al demonio y así proteger a su hija, quien decidió estar alejada completamente de ese mundo.

## Reparto
- Germán de Silva como Antonio Poyjú
  - Fernando Alcaraz como Antonio (joven)
- Lorena Vega como Elena Poyjú
  - Julieta Brito como Elena (adolescente)
- Ezequiel Rodríguez como Marcelo Warren
- Moro Anghileri como Clara
- María Laura Cali como Doria
- Demián Salomón como Pedro
- Mauro Altschuler como Roberto
- Marta Haller como Olga
- Carlos Defeo como José
- Berta Muñiz como Enfermero
- Víctor Malagrino como Eduardo
- Isabel Quinteros como Isarrina
- Pablo Palavecino como Pablo
- Sebastián Mogordoy como Pancho
- Alexia Moyano como Mariana

## Recepción

### Comentarios de la crítica
En el sitio web Todas las críticas, la película posee una aprobación del 76% basado en 6 reseñas. Martín Pazos de Todo Noticias describió que la cinta «es una verdadera sorpresa», ya que el director «logra equilibrar el humor absurdo y el terror sobrenatural» y destacó las actuaciones de De Silva y Vega, refiriéndose a que «cumplen más que bien dentro de sus roles principales». Emiliano Basile de Escribiendo cine calificó al filme con un 7 elogiando el trabajo de Forte, sobre quien aseguró que «demuestra un notable manejo del terror fantástico al pasar de un registro a otro y salir siempre bien parado», como así también cuenta con una «historia clásica edulcorada por impecables secuencias de terror, bien producidas desde la puesta en escena y el montaje y una detallista edición de sonido para generar el clima necesario».
En una reseña para Solo fui al cine, Bruno Calabrese escribió que Legiones se vale de un «buen guion, sólidas actuaciones, un montaje inteligente y recursos prácticos en materia de efectos especiales para hacer una película que no tiene nada que envidiarle a producciones extranjeras con mayores presupuestos». El diario Ámbito Financiero comparó el trabajo de Forte con el de Sam Raimi y Alex de la Iglesia, llegando a la conclusión de que «Legiones usa muy bien el humor negro, y cuando tiene que asustar, lo hace con ganas».

### Premios y nominaciones
| Lista de premios y nominaciones | Lista de premios y nominaciones             | Lista de premios y nominaciones | Lista de premios y nominaciones | Lista de premios y nominaciones | Lista de premios y nominaciones |
| Año                             | Organización                                | Categoría                       | Nominado/a(s)                   | Resultado                       | Ref(s)                          |
| ------------------------------- | ------------------------------------------- | ------------------------------- | ------------------------------- | ------------------------------- | ------------------------------- |
| 2022                            | Festival Internacional de Cine de Fantaspoa | Mejor guion                     | Fabián Forte                    | Ganador                         | [ 11 ]                          |
| 2022                            | Festival Internacional de Cine de Curtas    | Mejor guion                     | Fabián Forte                    | Ganador                         | [ 1 ]                           |
| 2022                            | Buenos Aires Rojo Sangre                    | Mejor guion                     | Fabián Forte                    | Ganador                         | [ 12 ]                          |